# Gottschalk Diedrich Baedeker

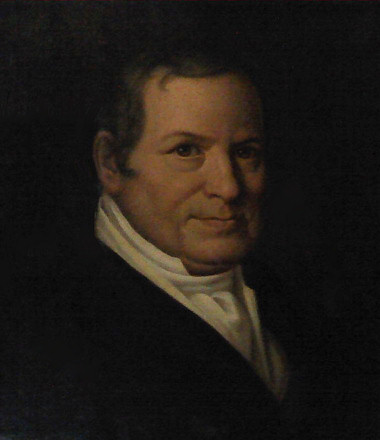
Gottschalk Diedrich Baedeker, Ölgemälde von Wilhelm von Kügelgen

Gottschalk Diedrich Baedeker, auch Gottschalk Diederich Baedeker (* 13. Juli 1778 in Essen; † 23. März 1841 ebenda), war ein deutscher Verleger und Buchhändler, Gründer des G. D. Baedeker Verlags und Stadtrat in Essen.

## Leben und Wirken

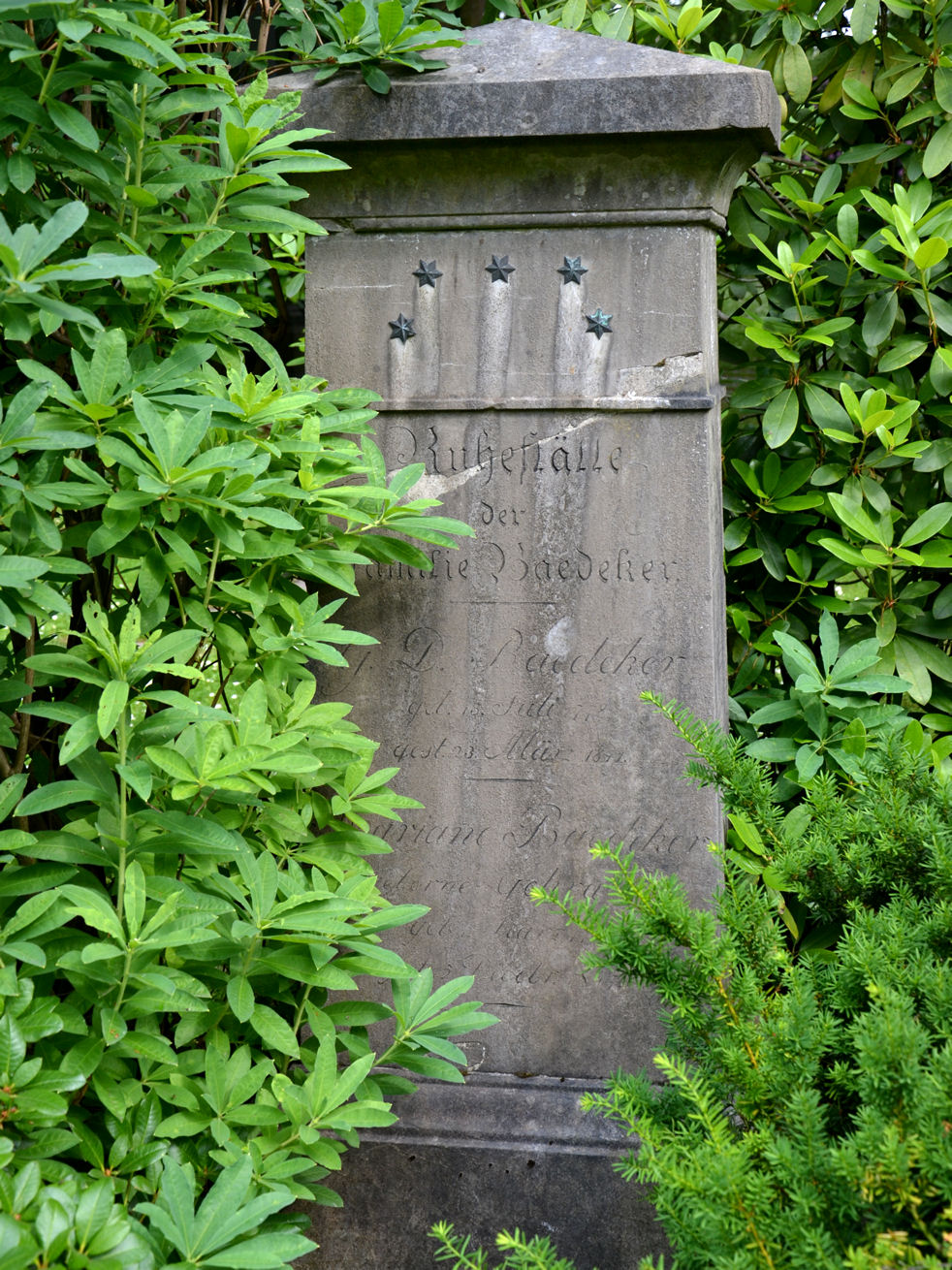
Grabmal Baedekers auf dem Ostfriedhof Essen

Im 18. Jahrhundert gründeten Mitglieder der Familie Baedeker in Essen und Dortmund erste Zeitungen und Verlagshäuser. Gottschalk Diederich Baedeker wurde als Sohn des Fürstlichen Essendischen Hofbuchdruckers Zacharias Gerhard Diederich Baedeker (1750–1800) geboren. Er besuchte das Essener Burggymnasium sowie das Akademische Gymnasium Dortmund.
1798, im Alter von 20 Jahren, übernahm er die Wohllebensche Buchdruckerei seines Vaters, der die Witwe von Johann Christian Theodor Wohlleben heiratete, der in Essen eine Druckerei besaß. Gottschalk Diedrich übernahm auch den Zeitungsverlag seines Vaters, da dieser gesundheitlich angeschlagen war. So gab er die Allgemeinen Politischen Nachrichten bis zu seinem Tode heraus. 1803 erwarb Baedeker die Helwingsche Universitätsbuchhandlung Duisburg und gründete seine Firma mit dem Namen Baedeker Kürzel in Duisburg und Essen, aus der 1816 der G. D. Baedeker-Verlag wurde. Er setzte damit besondere Aufmerksamkeit auf das Buchgeschäft und vertrieb insbesondere pädagogische Schriften, Fibeln, Schul- und Gesangbücher.
Gegen seinen Willen wurde Baedeker zur Zeit der französischen Fremdherrschaft von 1808 bis 1813 Munizipalrat. 1813 war er Hauptmann der Landwehr. Danach bekleidete er das Amt des Stadtrates in Essen bis 1839 und war deshalb auch ab 1824 Mitglied des Kuratoriums des Burggymnasiums. Dort blieb er bis zu seinem Tode ehrenamtlicher Rendant.
1817 erwarb Baedeker ein Wohnhaus der Essener Stiftsdamen, die sogenannte Von-Harrach’sche Kurie. An deren Stelle errichtete man 1928 das heute unter Denkmalschutz stehende Baedekerhaus.
G. D. Baedeker hat 1800 Marianne, geborene Gehra, (1781–1847) in Neuwied geheiratet. Es sind acht Kinder bekannt. Die ersten Nachfolger in Gottschalk Diederich Baedekers Unternehmen waren seine jüngsten Söhne Eduard (1817–1879) und Julius Baedeker (1821–1898). Der älteste Sohn Karl Baedeker gründete den Verlag Karl Baedeker und gab die später bekannten Baedeker-Reiseführer heraus.
Gottschalk Diederich Baedeker wurde auf dem Friedhof am Kettwiger Tor beigesetzt. Als dieser 1955 aufgegeben werden musste, wurde sein Grab auf den Essener Ostfriedhof überführt.